# Bathelémont
Bathelémont é uma comuna francesa na região administrativa de Grande Leste, no departamento de Meurthe-et-Moselle. Estende-se por uma área de 6,6 km². Em 2010 a comuna tinha 66 habitantes (densidade: 10 hab./km²).